# Army Medical Services
 (décembre 2023).
Si vous disposez d'ouvrages ou d'articles de référence ou si vous connaissez des sites web de qualité traitant du thème abordé ici, merci de compléter l'article en donnant les références utiles à sa vérifiabilité et en les liant à la section « Notes et références ».
L’Army Medical Services (AMS) est le service responsable de l'administration de quatre unités médicales et paramédicales de la British Army.

## Corps de l'Army Medical Services
- Royal Army Medical Corps
- Royal Army Dental Corps (en)
- Queen Alexandra's Royal Army Nursing Corps
- Royal Army Veterinary Corps

## Rôles
L'AMS propose des services médicaux, dentaires et vétérinaires à l'armée et promeut une politique centrée sur la formation individuelle, la doctrine médicale et la capacité de développement.

« To Ensure that the Land  Component Health and Veterinary Services

Provided for Defence Capability are Fully Effective »

— Statuts de la DGAMS